# 外房線
外房線（そとぼうせん）は、千葉県千葉市中央区の千葉駅から同県茂原市の茂原駅を経由して同県鴨川市の安房鴨川駅を結ぶ、東日本旅客鉄道（JR東日本）の鉄道路線（幹線）である。本項では外房線の前身である房総東線についても記述する。
千葉から房総半島を横断し、同半島の東岸（太平洋）沿いを南下して鴨川へ至る路線。蘇我駅で内房線が分岐し、安房鴨川駅で再び内房線と接続する。
千葉駅 - 上総一ノ宮駅間は全区間複線であり、列車本数も比較的多く、東京方面から総武快速線や京葉線の快速電車や東金線から各駅停車が乗り入れている。一方上総一ノ宮駅以南は単線区間があり、列車本数が少なくなるが、東京から京葉線経由の特急列車が安房鴨川駅まで運転されている。
房総各線の中では、旅客人キロ・平均通過人員・旅客運輸収入いずれもトップである。
全線が旅客営業規則の定める「大都市近郊区間」の「東京近郊区間」、およびIC乗車カード「Suica」の首都圏エリアに含まれている。

## 路線データ
- 管轄・路線距離（営業キロ）：93.3km[2]
  - 東日本旅客鉄道（第一種鉄道事業者）：
    - 千葉駅 - 安房鴨川駅間 93.3km

  - 日本貨物鉄道（第二種鉄道事業者）：
    - 千葉駅 - 蘇我駅間(3.8km)
- 軌間：1067mm
- 駅数：27（起終点駅含む）[2]
  - 外房線所属駅に限定した場合、総武本線所属の千葉駅、内房線所属の安房鴨川駅[4]が除外され、25駅となる。
- 複線区間：
  - 千葉駅 - 上総一ノ宮駅間
  - 東浪見駅 - 長者町駅間
  - 御宿駅 - 勝浦駅間
- 電化区間：全線（直流1500V）
- 閉塞方式：（複線および単線）自動閉塞式
- 保安装置：ATS-P
- 最高速度：
  - 千葉駅 - 蘇我駅間　95km/h
  - 蘇我駅 - 勝浦駅間　120km/h[5]
  - 勝浦駅 - 安房鴨川駅間　95km/h
- 運転指令所：千葉総合指令室（千葉駅 - 蘇我駅間：内房指令、蘇我駅 - 安房鴨川駅間：外房指令・CTC）
  - 運転取扱駅（駅が信号を制御、運行を管理）：なし
  - 準運転取扱駅（入換時は駅が信号を制御）：蘇我駅・上総一ノ宮駅・大原駅・勝浦駅・安房鴨川駅

全線がJR東日本千葉支社の管轄である。

## 歴史
房総半島の太平洋側を巡る鉄道として、房総鉄道が1896年1月に蘇我駅 - 大網駅間を開業したのが始まりである。2月には千葉で総武鉄道と接続し、1897年に一ノ宮駅（現在の上総一ノ宮駅）、1899年に大原まで延伸された。1907年に鉄道国有法により官設鉄道に編入され、房総線（ぼうそうせん）となった。
以降も順次延伸され、1913年に勝浦駅、1927年に上総興津駅、1929年に安房鴨川駅まで延伸され、1925年に安房鴨川駅まで達していた北条線（現在の内房線）と接続し、同時に北条線を編入して千葉駅 - 大網駅 - 安房北条駅 - 木更津駅 - 蘇我駅間が房総線とされた。しかし、1933年には再び千葉駅 - 大網駅 - 安房鴨川駅間が分離され、房総東線（ぼうそうとうせん）となり、1972年に現在の外房線に改称された。
また、総武鉄道と接続した当初より、千葉駅と大網駅でスイッチバック（方向転換）をする配線だったが、1963年に千葉駅を西千葉駅方向に0.8km、1972年に大網駅を土気駅寄りに0.6kmそれぞれ移設して同時に新線を敷設したため、東京方面から大原方面へ方向転換なしで運転可能な配線となり、スピードアップにつながった。その一方、大網駅のスイッチバック解消後、総武本線の自動列車制御装置 (ATC) の関係から房総半島を一周する特急・快速列車が設定できなくなった。なお大網（旧）駅に接続する旧線は、東金線から新茂原方面へ直通する貨物列車のルートとして残されたが、1996年から実質的に休止状態で、1999年に廃止された。

### 年表

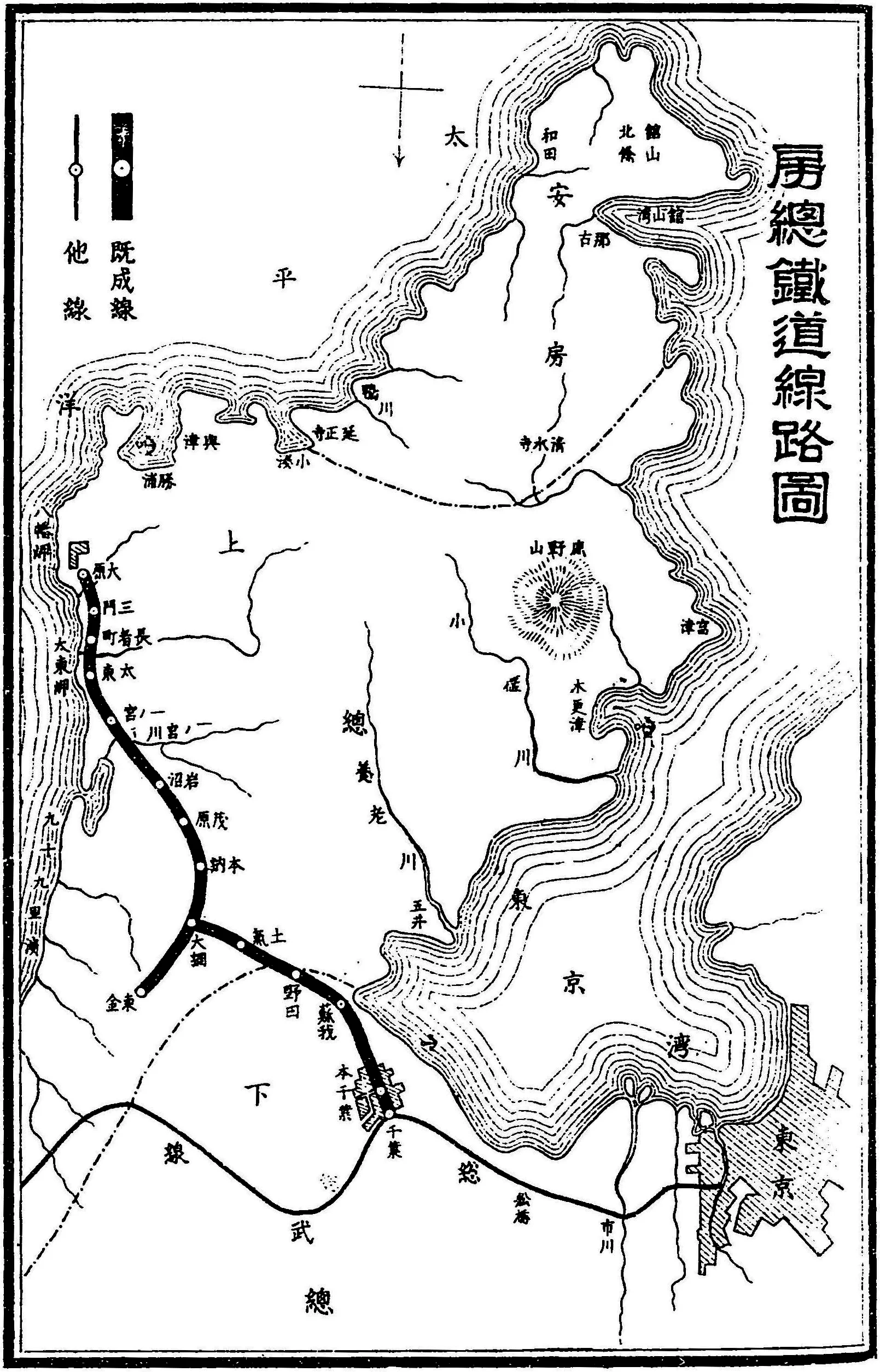
房総鉄道株式会社 1906年の路線図

- 1893年（明治26年）9月7日：房総鉄道馬車会社に対し鉄道免許状下付（千葉郡蘇我町 - 山辺郡大網町間）[9]。
- 1896年（明治29年）
  - 1月20日：房総鉄道蘇我駅 - 大網駅間が開業[10]。
  - 2月25日：千葉駅 - 蘇我駅間が延伸開業[11]。
  - 11月1日：土気駅が開業[12]。
- 1897年（明治30年）4月17日：大網駅 - 一ノ宮駅（現在の上総一ノ宮駅）間が延伸開業[13]。
- 1898年（明治31年）3月25日：岩沼駅（現在の八積駅）が開業[14]。
- 1899年（明治32年）12月13日：一ノ宮駅 - 大原駅間が延伸開業[15]。
- 1902年（明治35年）
  - 1月28日：寒川駅が本千葉駅に改称[16]。
  - 8月10日 - 9月30日：長者町駅 - 大原駅間に臨時駅として東海駅が開業し[17]、営業。1903年の同時期にも開設[18]。
- 1903年（明治36年）8月16日：三門駅が開業[19]。
- 1907年（明治40年）9月1日：鉄道国有法により房総鉄道を買収し、官設鉄道に編入[7]。
- 1909年（明治42年）10月12日：国有鉄道線路名称制定。千葉駅 - 大原駅間を房総線とする[7]。
- 1913年（大正2年）6月20日：大原駅 - 勝浦駅間が延伸開業[7]。
- 1914年（大正3年）12月1日：野田駅が誉田駅に改称。
- 1915年（大正4年）3月11日：岩沼駅が八積駅に改称。
- 1916年（大正5年）1月1日：一ノ宮駅が上総一ノ宮駅に改称。
- 1925年（大正14年）12月15日：東浪見駅が開業。
- 1927年（昭和2年）4月1日：勝浦駅 - 上総興津駅間が延伸開業[7]。
- 1929年（昭和4年）4月15日：上総興津駅 - 安房鴨川駅間が延伸開業し全通。北条線が房総線に編入[7]。
- 1933年（昭和8年）
  - 4月1日：千葉駅 - 大網駅 - 安房鴨川駅間が房総東線に分離[7]。
  - 9月15日：気動車運転開始（千葉 - 本千葉間）[20]。
- 1935年（昭和10年）7月1日：気動車運転開始（本千葉 - 大網間）[20]。
- 1938年（昭和13年）1月15日：蘇我駅 - 誉田駅間に大巌寺駅が開業。
- 1941年（昭和16年）8月10日：大巌寺駅が廃止。
- 1952年（昭和27年）
  - 3月：土気トンネル（旧）が断面狭小かつ老朽化のため、開削工法にて一部を残して撤去する工事を開始（1954年完成）。
  - 6月15日：鎌取駅が開業[8]。
- 1954年（昭和29年）10月1日：2往復をのぞき、全列車を気動車化。1時間間隔のパターンダイヤが導入。
- 1955年（昭和30年）9月15日：新茂原駅が開業[8]。
- 1959年（昭和34年）3月20日：永田駅が開業。
- 1960年（昭和35年）7月15日：本千葉駅 - 蘇我駅間が複線化および自動信号化[8]。
- 1963年（昭和38年）4月28日：千葉駅移転により房総東線のスイッチバック解消（改キロ-0.3km）[8]。千葉駅 - 本千葉駅間が複線化および自動信号化[8]。
- 1965年（昭和40年）2月1日：全線にATS-Sを導入[21]。
- 1968年（昭和43年）7月13日：千葉駅 - 蘇我駅間が電化[8]。
- 1969年（昭和44年）8月20日：勝浦行き221列車さよなら運転（C57 105牽引）。蒸気機関車牽引の旅客列車の定期運用がなくなる。
- 1970年（昭和45年）7月2日：臨時駅として行川アイランド駅が開業[8]。
- 1972年（昭和47年）
  - 5月27日：大網駅移転により同駅のスイッチバック解消（改キロなし）[8]。土気トンネル（新）完成。土気駅 - 永田駅間が複線化[8]。蘇我駅 - 安房鴨川駅間が自動信号化。
  - 7月1日：蘇我駅 - 安房鴨川駅間に列車集中制御装置 (CTC) が導入。
  - 7月15日：外房線に改称[8]。蘇我駅 - 安房鴨川駅間が電化[8]。183系電車を使用して特急「わかしお」運転開始[8]。
- 1973年（昭和48年）7月1日：誉田駅 - 土気駅間が複線化[22]。
- 1974年（昭和49年）
  - 10月25日：鎌取駅 - 誉田駅間が複線化[8]。
  - 12月12日：蘇我駅 - 鎌取駅間が複線化[23]。
- 1978年（昭和53年）3月17日 - 本格パイプラインが整備されていなかった新東京国際空港（現・成田国際空港）への航空燃料輸送（暫定輸送）が開始される（京葉ルート。外房線乗り入れは、千葉駅 - 蘇我駅間）[24][25]。航空燃料暫定輸送鉄道ルート案略図

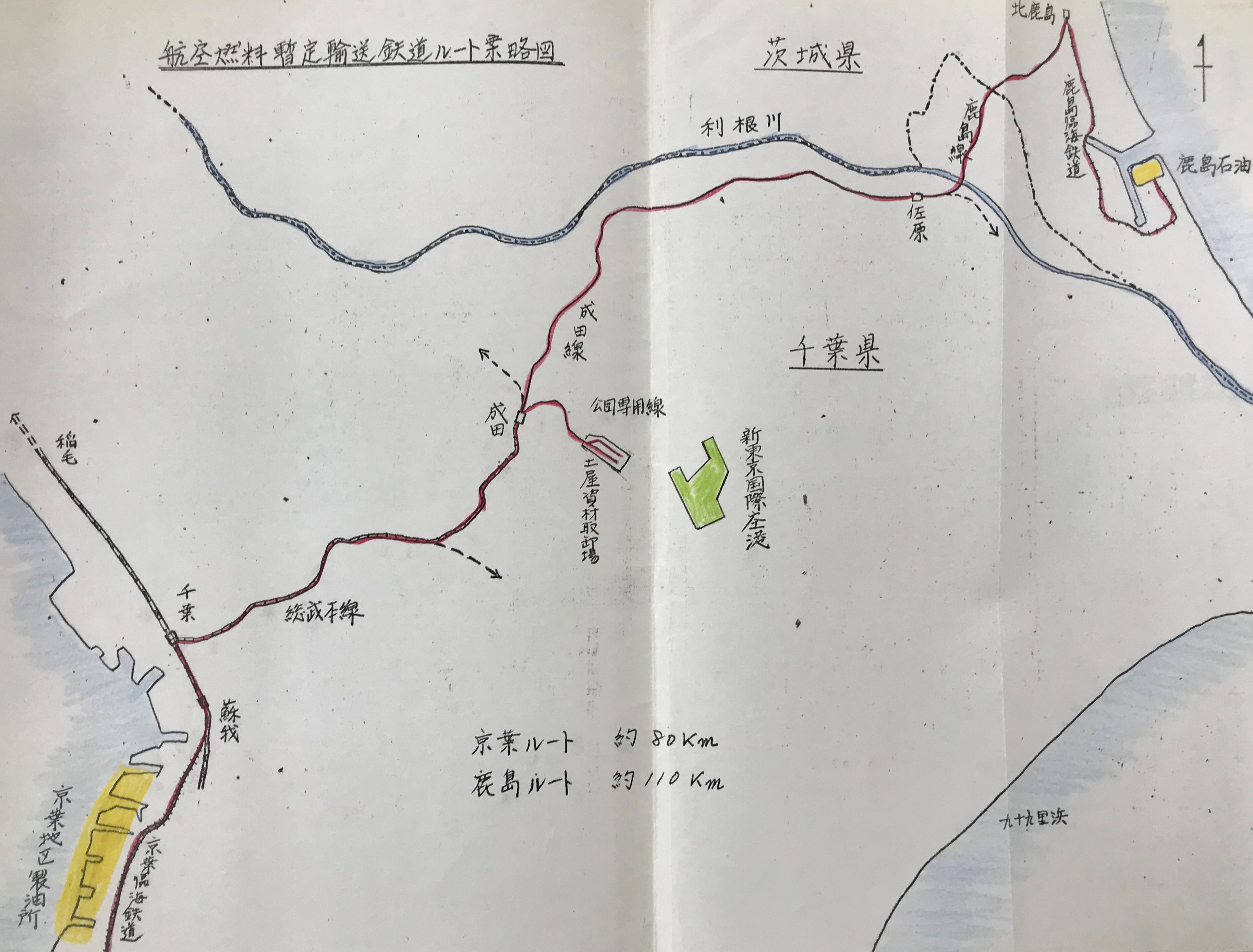
航空燃料暫定輸送鉄道ルート案略図

- 1980年（昭和55年）9月11日：八積駅 - 上総一ノ宮駅間が複線化[26]。
- 1982年（昭和57年）11月15日：大原駅 - 安房鴨川駅間の貨物営業廃止[8][27]。
- 1983年（昭和58年）2月25日：永田駅 - 本納駅間が複線化[28]。
- 1984年（昭和59年）2月1日：新茂原駅 - 大原駅間の貨物営業廃止。
- 1985年（昭和60年）3月1日：本納駅 - 新茂原駅間が複線化[29]。
- 1986年（昭和61年）10月27日：新茂原駅 - 八積駅間が複線化[8]、茂原駅が島式1面2線で高架化。
- 1987年（昭和62年）
  - 4月1日：国鉄分割民営化により東日本旅客鉄道に承継[8]。蘇我駅 - 大網駅間の貨物営業廃止。同時に千葉駅 - 蘇我駅および大網駅 - 新茂原駅間で日本貨物鉄道が第二種鉄道事業者となる。行川アイランド駅が常設駅になる。
  - 12月10日：茂原駅が島式2面4線の高架駅となる。
- 1995年（平成7年）
  - 11月26日：御宿駅 - 勝浦駅間が複線化[8][30]。
  - 12月1日：蘇我駅 - 勝浦駅間の最高速度が120km/hに引き上げられる[5]。
- 1996年（平成8年）
  - 11月17日：東浪見駅 - 長者町駅間が複線化[8][31]。
  - 12月：大網駅構内旧線の線路撤去。
- 1997年（平成9年）3月22日：大原駅 - 安房鴨川駅間の普通列車が禁煙となる[32]。
- 1998年（平成11年）
  - 12月8日：鎌取駅が快速の停車駅になる。
- 1999年（平成11年）
  - 3月31日：大網駅 - 新茂原駅間の日本貨物鉄道第二種鉄道事業廃止。
  - 12月4日：土気駅が快速の停車駅になる。
- 2000年（平成12年）
  - 2月6日：千葉駅 - 蘇我駅間で ATS-P 使用開始。
  - 8月17日：蘇我駅 - 上総一ノ宮駅間で ATS-P 使用開始。
- 2001年（平成13年）11月18日：当時の東京近郊区間に当たる千葉駅 - 茂原駅間で、ICカード「Suica」サービス開始。
- 2004年（平成16年）10月16日 特急「わかしお」にE257系500番台電車を投入[8]。茂原駅 - 大原駅間が東京近郊区間に組み込まれ、同時にICカード「Suica」サービス開始。
- 2009年（平成21年）
  - 3月14日：大原駅 - 安房鴨川駅間が東京近郊区間に組み込まれ、同時にICカード「Suica」サービス開始[33]。
  - 10月1日：209系電車2000番台・2100番台投入を開始[34]。
  - 12月20日：上総一ノ宮駅 - 安房鴨川駅間で ATS-P 使用開始。
- 2010年（平成22年）
  - 2月10日：蘇我駅 - 安房鴨川駅間の CTC および自動進路制御装置 (PRC) 装置更新。外房線PRC型自動放送を永田駅 - 新茂原駅、八積駅 - 安房鴨川駅間で導入。
  - 9月26日：天皇・皇后の千葉県訪問（国体視察など）に伴うE655系（特別車両 E655-1 を含む6両）使用のお召し列車が、蘇我駅 - 茂原駅間および茂原駅 - 勝浦駅間に運転される[35]。
  - 12月4日：本千葉駅が快速の停車駅になる。
- 2011年（平成23年）
  - 9月1日：この日をもって113系の定期運用が終了する。
  - 9月24日：113系のさよなら運転が両国駅から外房線経由で館山駅までの間で行われ、1969年から約42年間続いた外房線での113系の運転が終了。
  - 9月30日：211系が定期運用から離脱。
- 2015年（平成27年）11月：茂原駅 - 川越駅間に臨時快速「おさんぽ川越号」1往復運転（以後も不定期に運転）
- 2016年（平成28年）8月22日：台風9号による被害が発生。特に上総一ノ宮以南での被害が酷く同日昼から翌23日夜まで運転を見合わせ。当初23日は終日運転見合わせの予定であったが復旧作業が進捗し同日の夜には運転を再開（特急「わかしお」は22日昼から23日終日にかけて運転を見合わせた）。
- 2017年（平成29年）10月23日：台風21号の影響で勝浦駅 - 安房鴨川駅間が始発から10時42分まで運転見合わせ[36]。土気駅 - 誉田駅間でも当初は本数を減らしての運転であったが、倒木やパンタグラフ支障により、同日15時半頃まで運転を見合わせた。
- 2018年（平成30年）1月13日：「BOSO BICYCLE BASE」によるサイクルトレイン「B.B.BASE外房」を両国駅 - 勝浦駅間で運行開始[37]。
- 2020年（令和2年）
  - 5月8日：15時55分頃、安房天津駅 - 安房鴨川駅間で、安房鴨川発千葉行普通列車が脱線[38]。同日は安房小湊駅 − 安房鴨川駅間で終日、翌9日は勝浦駅 − 安房鴨川駅間で15時50分頃まで運転を見合わせ。当初9日は終日運転見合わせの予定であったが復旧作業が進捗し同日の15時50分頃には運転を再開。のちに、10歳の男児による置き石が原因だったことが判明している[39]。
  - 11月19日：津波避難誘導看板の設置が完了[40]。
- 2021年（令和3年）3月13日：上総一ノ宮駅 - 安房鴨川駅間において、E131系電車の投入・ワンマン運転・内房線（安房鴨川駅 - 木更津駅間）との直通運転開始[41]。
- 2022年（令和4年）9月8日：台風13号による大雨の影響で土気駅 - 大網駅間の上り線路脇ののり面で土砂崩れが発生[42]。数日間誉田駅 - 大網駅間で運転を取りやめたが、12日から運転を再開した[43]。
- 2026年（令和8年）7月1日（予定）：支社制から事業本部制への再編に伴い、これまでの千葉支社の管轄から、千葉駅 - 本千葉駅間を千葉事業本部、蘇我駅 - 安房鴨川駅間を房総事業本部の管轄とする[44]。

## 運行形態

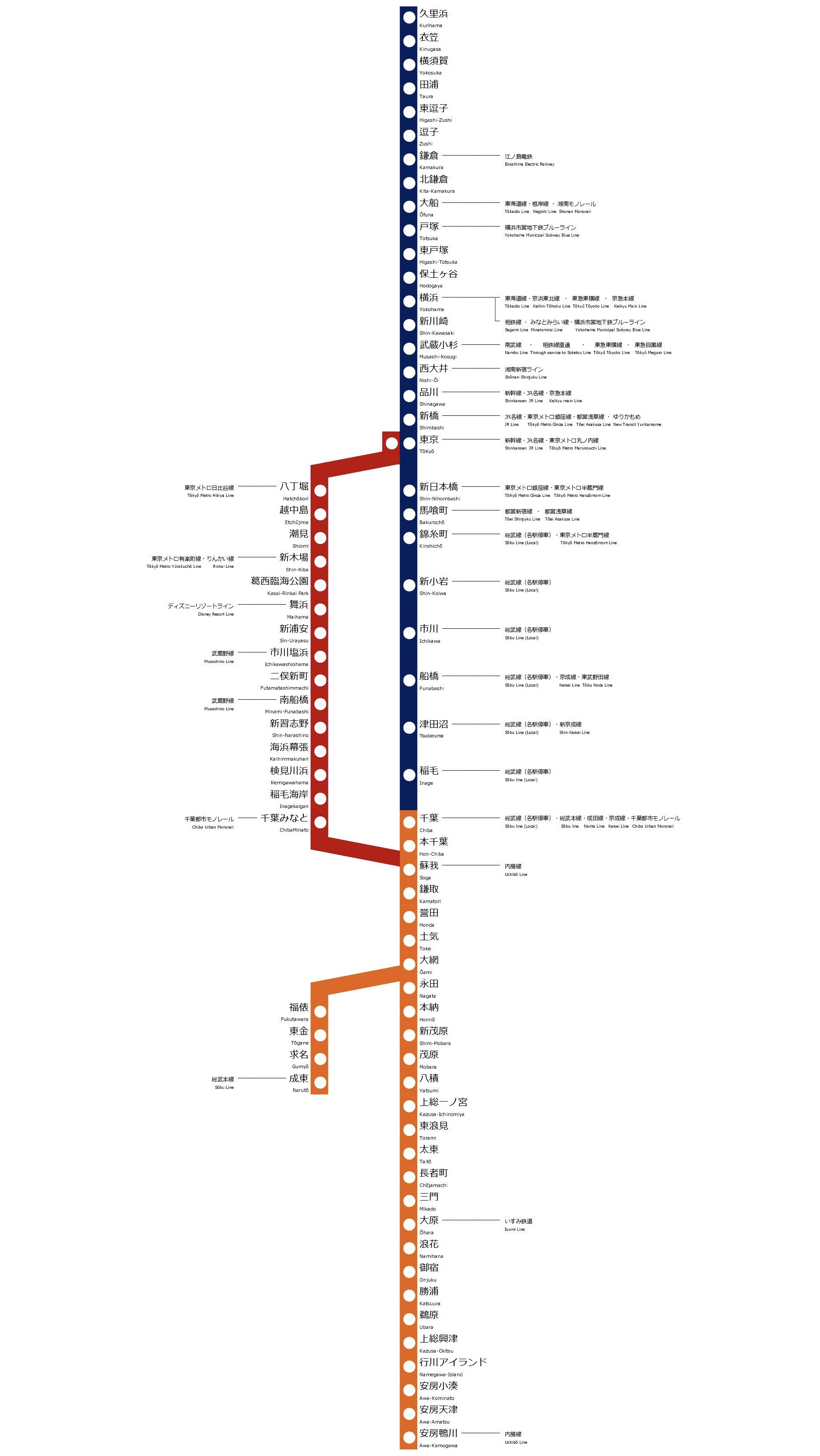
運行系統図

| 種別・系統     | 直通先        | 千葉  | …     | 蘇我  | …       | 大網    | …       | 茂原    | 茂原    | …       | 上総一ノ宮 | 上総一ノ宮 | …       | 安房鴨川 | 備考・直通先      |
| -------------- | ------------- | ----- | ----- | ----- | ------- | ------- | ------- | ------- | ------- | ------- | ---------- | ---------- | ------- | -------- | ----------------- |
| 京葉線直通快速 | ←京葉線東京   |       |       | 1本   | 1本     | 1本     | 1本     | 1本     | 1本     | 1本     | 1本        |            |         |          |                   |
| 外房線普通     |               | 1本   | 1本   | 1本   | 1本     | 1本     | 1本     | 1本     | 1本     | 1本     | 1本        |            |         |          |                   |
| 外房線普通     | 1本           |       |       |       |         |         |         |         |         |         |            |            |         |          |                   |
| 外房線普通     |               | 1本   | 1本   | 1本   | 1本     | 1本     |         |         |         |         |            |            |         |          | 東金線成東→       |
| 外房線普通     |               |       |       |       |         |         |         |         |         |         |            | 1本        | 1本     | 1本      | 内房線木更津→     |
| 総武線直通快速 | ←横須賀線逗子 | 1本   | 1本   | 1本   | 君津→   | 君津→   | 君津→   | 君津→   | 君津→   | 君津→   | 君津→      | 君津→      | 君津→   | 君津→    |                   |
| 内房線普通     |               | 1-2本 | 1-2本 | 1-2本 | 君津→   | 君津→   | 君津→   | 君津→   | 君津→   | 君津→   | 君津→      | 君津→      | 君津→   | 君津→    | 大半2本           |
| 内房線普通     |               | 0-1本 | 0-1本 | 0-1本 | 木更津→ | 木更津→ | 木更津→ | 木更津→ | 木更津→ | 木更津→ | 木更津→    | 木更津→    | 木更津→ | 木更津→  | 上が1本の場合のみ |

### 優等列車
朝と夕方以降は概ね1時間ごと、日中は2 - 3時間ごとに、京葉線の東京駅から上総一ノ宮駅・勝浦駅・安房鴨川駅まで特急「わかしお」が運行されている。かつては255系電車による列車が特急「ビューわかしお」として運行されていたが、2005年12月10日のダイヤ改正で特急「わかしお」に統一された。夜の一部列車は勝浦駅 → 安房鴨川駅間で普通列車として運転されている。
基本的に最長でも安房鴨川駅までの運転で、定期列車として安房鴨川駅から内房線に直通する特急列車は現在設定されていないが、臨時列車として土曜・休日に新宿駅 - 安房鴨川駅間で運転されている特急「新宿わかしお」が期間限定で和田浦駅まで運転されたことがあった。毎年元日には初日の出専用列車の特急「外房初日の出」が高尾駅・新宿駅から内房線太海駅・千倉駅・館山駅まで直通運転している。毎年12月上旬頃に長者町駅付近でのいすみ健康マラソン開催時には、同駅始発の上り臨時特急「いすみマラソン」が運転される。また、1975年までは房総半島を一周する列車が走っており（「わかしお (列車)」参照）、その後も臨時快速「ぐるり房総号」を運転していた時期があった。

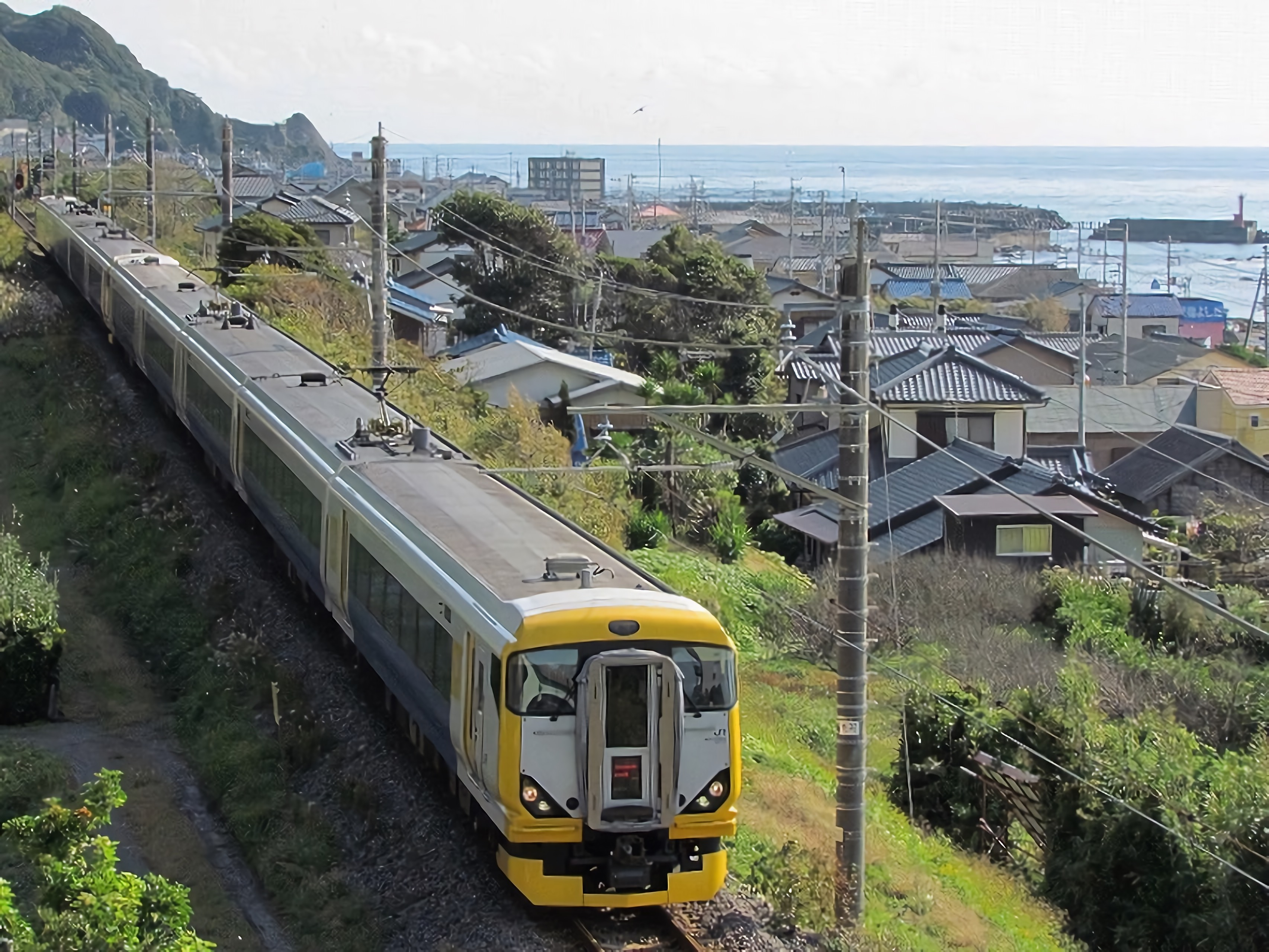
安房天津 - 安房鴨川間（2016年5月）

### 地域輸送
起点は原則として千葉駅である。千葉駅と蘇我駅の間は内房線の列車も走り、途中の本千葉駅にもすべての列車が停車する。また、千葉駅 - 大網駅間では東金線との直通列車が走る。

#### 普通
普通列車は主に千葉駅と茂原駅・上総一ノ宮駅・大原駅・勝浦駅・安房鴨川駅および東金線成東駅との間で運転されているが、日中の千葉駅発着列車は茂原駅・上総一ノ宮駅および東金線成東駅発着の運転で、大原・勝浦・安房鴨川方面とは上総一ノ宮駅で乗り換えとなる。また、朝・夕ラッシュには誉田駅発着、夜間には大網行きや東金線東金駅発着の列車の設定がある。

##### 千葉駅 - 上総一ノ宮駅間
日中は、東金線成東発着・茂原発着・上総一ノ宮発着が1時間に1本ずつ運転されている。
2021年3月13日のダイヤ改正で、普通列車は京葉線直通列車が10両編成、東金線直通列車と大原・大網駅発着各1往復が6両編成となり、それ以外は8両編成に統一された。これにより4両編成の定期運行は消滅した。また、朝と夕方・夜間の一部列車を除いて原則として上総一ノ宮駅で系統が分離された。
かつては、千葉駅 - 上総一ノ宮駅間では最大10両編成、東金線直通列車は最大6両編成で運転されていた。また、上総一ノ宮以南に乗り入れ大原駅・勝浦駅・安房鴨川駅を発着する列車は最大8両であったが、いずれも編成両数は一定でなかった。
朝夕の時間帯を中心に総武快速線からの15両編成の列車が乗り入れる（後節も参照）。列車有効長が足りない駅があるため、千葉駅 - 上総一ノ宮駅間で快速運転を行っている。かつては大原駅まで直通していた。

##### 上総一ノ宮駅 - 安房鴨川駅間
上総一ノ宮以南では、2021年3月13日のダイヤ改正より朝と夜の一部列車を除き上総一ノ宮駅 - 安房鴨川駅 - 内房線木更津駅間直通のワンマン運転列車（E131系2両編成）が1時間に1本運転されており、日中時間帯は上総一ノ宮駅で京葉線直通の快速列車と接続しているほか、朝夕の一部は普通列車や総武線直通の快速列車と接続している。
このほか、209系を使用した千葉駅発着列車も朝夕に設定されている。基本的には千葉発着だが、安房小湊発安房鴨川行きの設定もある。
夜の下り特急列車のうち2本は勝浦駅 - 安房鴨川駅間が普通列車となる。
2021年3月のダイヤ改正前は、千葉駅 - 大原駅・勝浦駅・安房鴨川駅間の列車が多数運転されていた。普通列車は、三門駅・浪花駅が8両までしか対応することができないため、最大8両編成で運転されていたが、前述の通り編成両数は不揃いだった。
安房鴨川駅で内房線と直通運転を行う列車は一時期設定されていなかった時期があったが、2021年3月13日のダイヤ改正で安房鴨川駅を越えて運転される列車が復活した。
繁忙期には、これに加えて209系使用の臨時列車が運行されることもある。

#### 快速

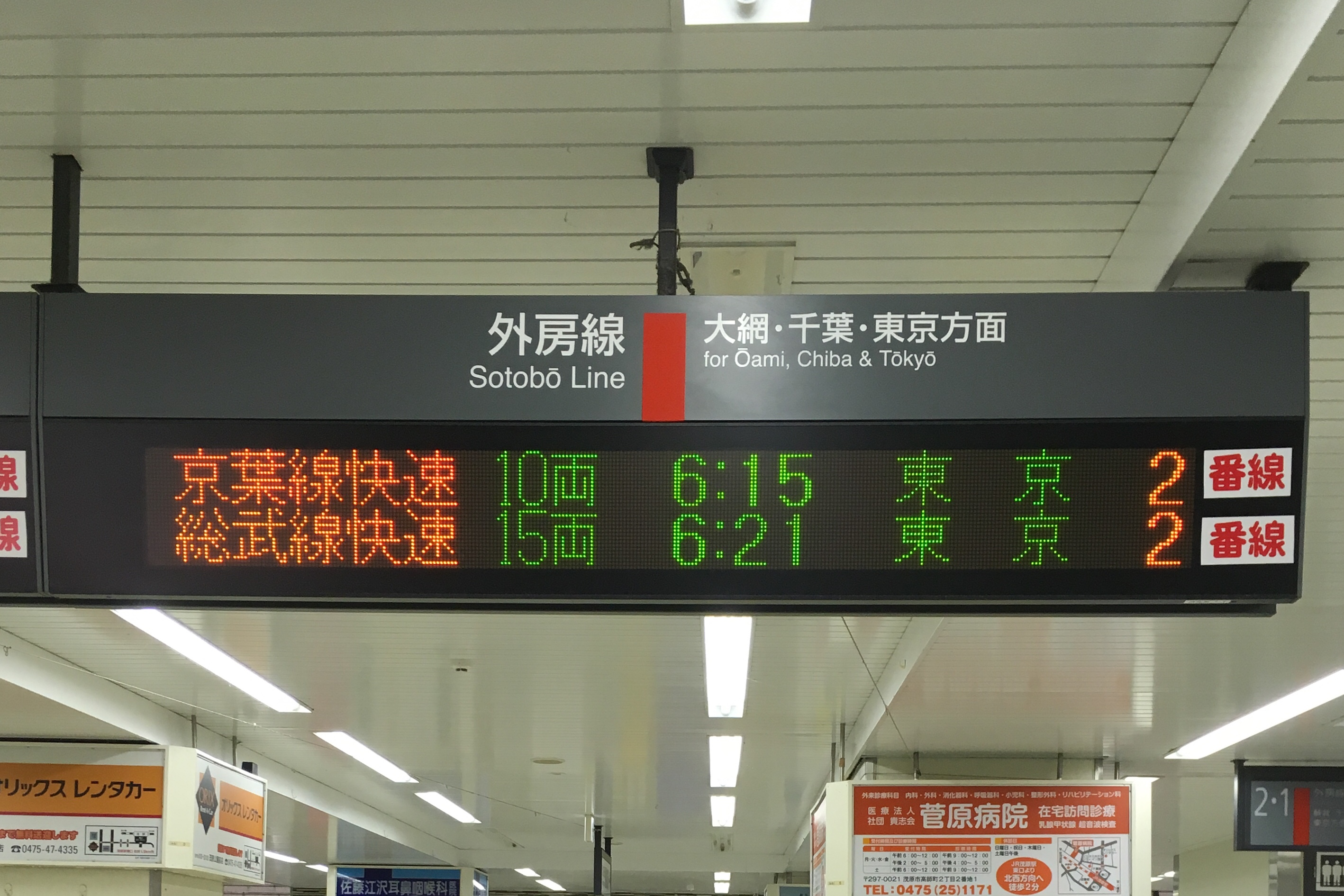
経由地が異なる東京行（茂原駅）

横須賀線・総武快速線に直通する列車と京葉線に直通する列車が設定されている。

##### 横須賀・総武快速線直通（快速）
東京駅・錦糸町駅・船橋駅・千葉駅などを経由する横須賀・総武快速線との直通列車は、外房線・総武快速線内では快速運転を行う。下りは横須賀線からの直通も多いが、上りは横須賀線に乗り入れない東京止まりも多く設定されている。日中にも設定があり、かつては勝浦駅発着で運転されていたが、JR東日本化後の1988年にはほとんどの列車が大原駅か上総一ノ宮駅発着となり、勝浦駅発着の列車は夜の下り1本と朝の上り1本のみとなった。その後、1998年に大原駅発着に見直され、2004年10月16日のダイヤ改正で上総一ノ宮駅発着に統一された。さらに、2010年12月4日のダイヤ改正では京葉線直通の快速列車に置き換えられる形で日中の一部列車が廃止となった。
大幅なダイヤ乱れが発生した場合は、上総一ノ宮まで運行せず、津田沼駅・千葉駅・誉田駅・茂原駅のいずれかで運行を終了し、東京方面に折り返す運用が行われることもある。そのため、運用車両には普段はない「茂原」行きの表示が用意されている。
国鉄時代の総武線直通快速の千葉駅 - 勝浦駅間の停車駅は蘇我駅・誉田駅・大網駅・茂原駅・上総一ノ宮駅・大原駅・御宿駅であったが、1988年時点では大原駅 - 勝浦駅間は各駅停車、一部の列車は上総一ノ宮駅 - 大原駅間で各駅停車となるなど、ダイヤ改正を重ねるにつれ停車駅が増加し、現在では千葉駅 - 大網駅間は各駅に停車する。総武線快速の車両は鎌倉車両センターのE217系またはE235系の11両編成か15両編成である。

##### 京葉線直通（快速・普通）
京葉線東京駅と外房線との直通列車も運転されている。
京葉線直通列車は、以前は外房線内でも快速運転を行う列車が主に早朝・夜間の時間帯に限って運転されていたが、2010年12月4日のダイヤ改正より日中に外房線内は各駅に停車する京葉線東京駅 - 外房線上総一ノ宮間直通の快速列車の運転が開始された。この系統は、勝浦・安房鴨川方面の普通列車との接続は行っていなかったが、前述の通り2021年3月から接続するようになった。また、2024年3月16日のダイヤ改正以降は早朝・夜間も含めて京葉線直通の快速列車は全て外房線内各駅停車となった。
京葉線直通東京行きの各駅停車は、平日朝には上総一ノ宮始発、成東始発と上総一ノ宮始発の併結、誉田始発（京葉車両センターから回送）が各1本ずつ、平日夜間は上総一ノ宮始発（3本）や誉田始発（平日のみ。1本）が設定されている。2022年3月の改正から、上総一ノ宮始発で朝に1本が設定された。なお、京葉線からの下り列車に関しては全区間各駅停車の設定はなかったが、2024年3月16日ダイヤ改正で日中時間帯以外の大部分の快速列車と通勤快速が各駅停車へ格下げされる形で廃止となったため、京葉線からの各駅停車も運行されるようになった。
夜の京葉線東京発の各駅停車10両編成は誉田駅で分割し、前4両が各駅停車東金線成東行き、後6両が各駅停車上総一ノ宮行きとして運転される。また、朝の各駅停車は、上総一ノ宮発の各駅停車（6両編成）が、誉田駅で後から来る東金線成東発の各駅停車（4両編成）と連結して10両編成となる。
|    |      |                    | 平日     | 休日     |
| -- | ---- | ------------------ | -------- | -------- |
| 朝 | 上り | 誉田発             | 普通 1本 |          |
| 朝 | 上り | 上総一ノ宮発       | 快速 1本 | 快速 1本 |
| 朝 | 上り | 上総一ノ宮・成東発 | 普通 1本 | 普通 1本 |
| 昼 | 下り | 上総一ノ宮行       | 快速 6本 | 快速 6本 |
| 昼 | 上り | 上総一ノ宮発       | 快速 6本 | 快速 6本 |
| 夜 | 下り | 誉田行             | 普通 1本 |          |
| 夜 | 下り | 上総一ノ宮行       | 普通 4本 | 普通 4本 |
| 夜 | 下り | 上総一ノ宮・成東行 | 普通 1本 | 普通 1本 |
| 夜 | 上り | 誉田発             | 普通 1本 |          |
| 夜 | 上り | 上総一ノ宮発       | 普通 2本 | 普通 2本 |

### 過去の列車

#### 通勤快速（京葉線直通）
1990年3月10日から2024年3月15日まで京葉線直通の通勤快速が運転されていた。当初、朝に上総一ノ宮（のちに勝浦）・成東発東京行き、夕方に東京発上総一ノ宮（のちに勝浦）・成東行きが設定された。外房線では大網駅 - 上総一ノ宮駅間で茂原駅のみに停車し、他の区間では各駅に停車した。2024年3月16日のダイヤ改正で各駅停車に変更された。

#### 快速（千葉駅発着）
1975年3月10日のダイヤ改正で千葉駅 - 安房鴨川駅間に1日1往復設定された快速で、東京駅 - 千葉駅間の快速が「総武快速」と呼ばれたのと区別するため、この快速は「千葉快速」と呼ばれた。朝に上り、夜に下りが運転され、当初の停車駅は千葉駅・大網駅・茂原駅・上総一ノ宮駅・大原駅・御宿駅・勝浦駅・鵜原駅・上総興津駅・行川アイランド駅・安房小湊駅・安房天津駅・安房鴨川駅だったが、1978年10月2日のダイヤ改正で誉田駅・本納駅・太東駅・長者町駅、1979年10月1日のダイヤ改正で蘇我駅が停車駅に追加され、1981年10月1日のダイヤ改正で普通に格下げされる形で廃止された。その後、1988年には再び千葉駅発の快速が平日のみ下り1本存在していたが、後に廃止された。

### 貨物輸送
2014年3月改正時点では、千葉駅 - 蘇我駅間で1日2往復の貨物列車が経由するが、外房線内の駅では貨物取扱は行わず、どちらも蘇我駅から京葉臨海鉄道臨海本線に直通し、千葉貨物駅を発着駅としている。1往復は常磐線隅田川駅からの高速貨物列車、もう1往復は東海道貨物線川崎貨物駅からの専用貨物列車である。

## 使用車両
すべて電車で運転されている。
- E257系500番台（幕張車両センター所属）
  - 2004年運用開始[51]。5両編成で運行される特急列車に使用されているが、勝浦駅 - 安房鴨川駅間は普通列車としても運用されている。

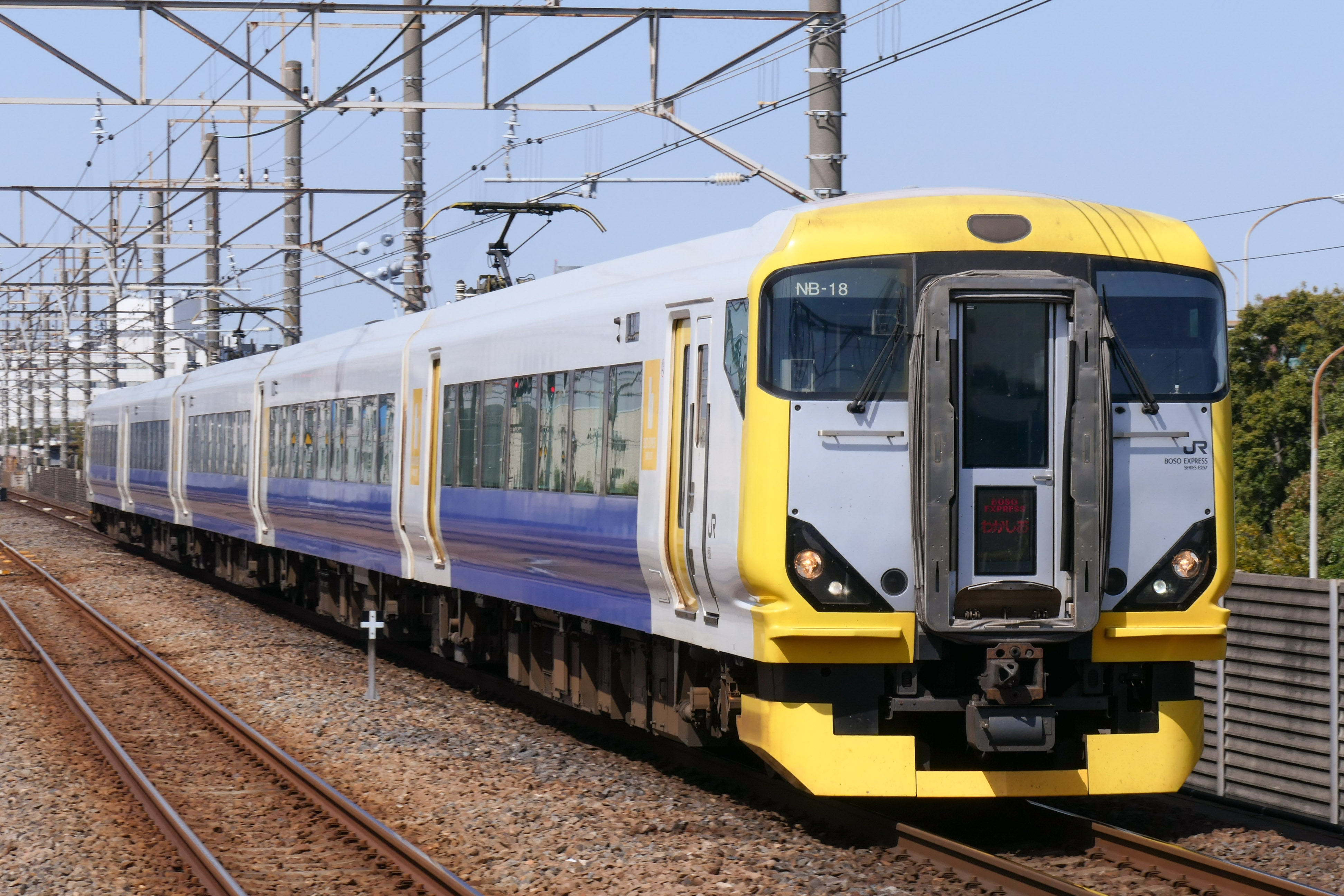
E257系500番台

- 209系2000番台・2100番台（幕張車両センター所属）
  - 2009年運用開始[52]。現在は6両または8両編成で各駅停車として運行されている。臨時列車では4両編成で運行されることもあるほか、2021年までは10両編成での運行も存在した。
- E131系（幕張車両センター所属）
  - 2021年3月13日より上総一ノ宮駅 - 安房鴨川駅間で運行開始[41][53]。2両編成で運行される。
  - 幕張車両センターから外房線への入出庫は内房線経由で行うため、蘇我駅 - 上総一ノ宮駅間には入線しない。
- 209系500番台・E233系5000番台（京葉車両センター所属）
  - 209系500番台は2010年3月、E233系5000番台は2010年7月運用開始[54]。京葉線直通列車のほか、千葉駅 - 上総一ノ宮間および内房線千葉駅発着の一部列車でも使用されている。2024年3月ダイヤ改正までは勝浦駅まで運用されていた。基本的に10両編成で運行されているが、分割併合を行う成東駅・上総一ノ宮駅発着列車に関しては、E233系5000番台のうち分割可能な編成が使用され、誉田駅- 成東駅間が4両編成、誉田駅 - 上総一ノ宮駅間が6両編成で運行される。また、千葉駅 - 上総一ノ宮間の一部列車も前述の上総一ノ宮駅発着の6両編成の間合い運用となっている。
- E235系1000番台（鎌倉車両センター所属）
  - 2020年12月21日運用開始[55]。千葉駅 - 上総一ノ宮駅間で横須賀・総武快速線直通列車に使用される。11両または15両編成で運行され、15両編成で久里浜発着の列車は付属編成4両が逗子駅で増解結される。

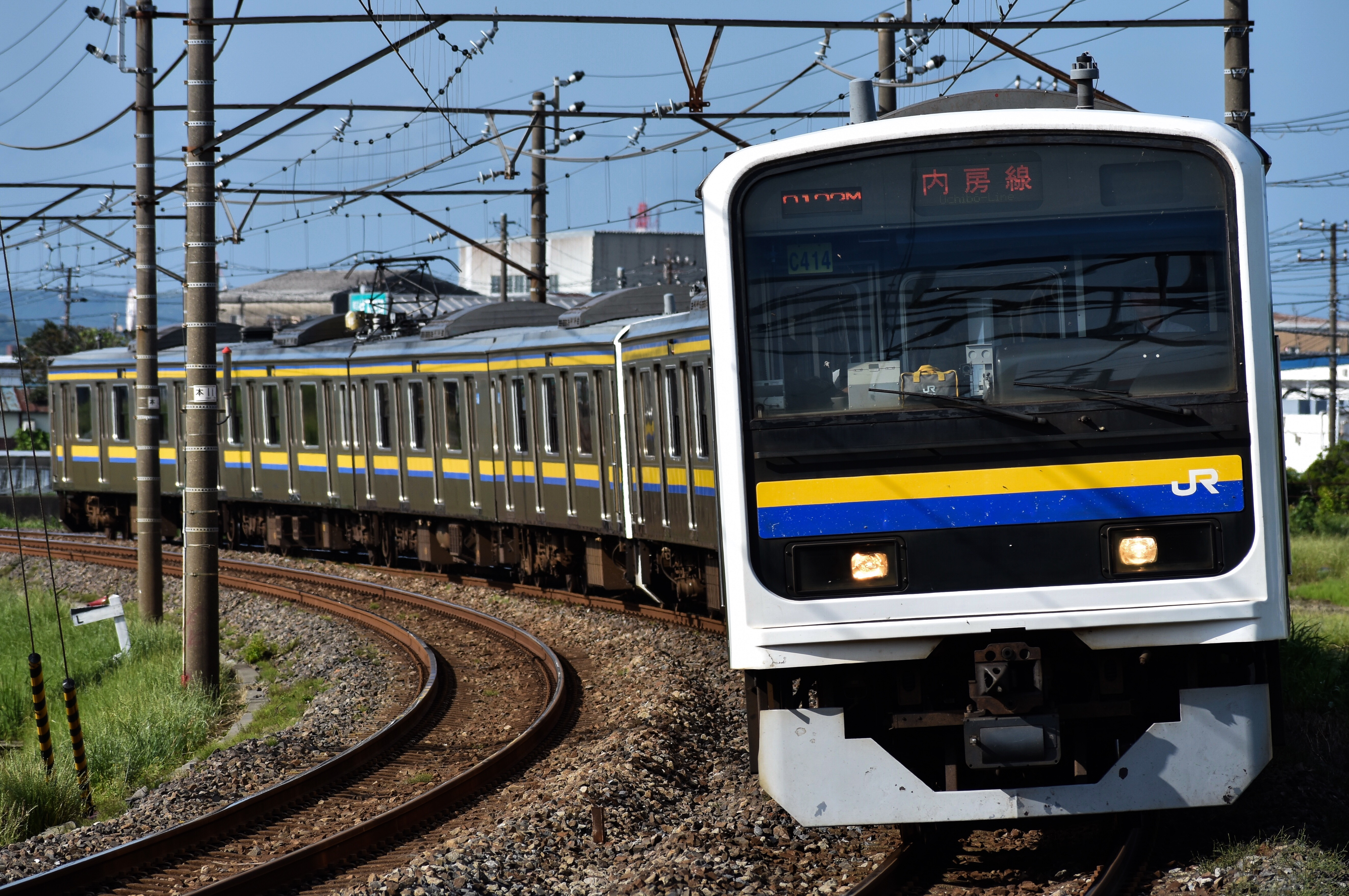
209系の普通列車
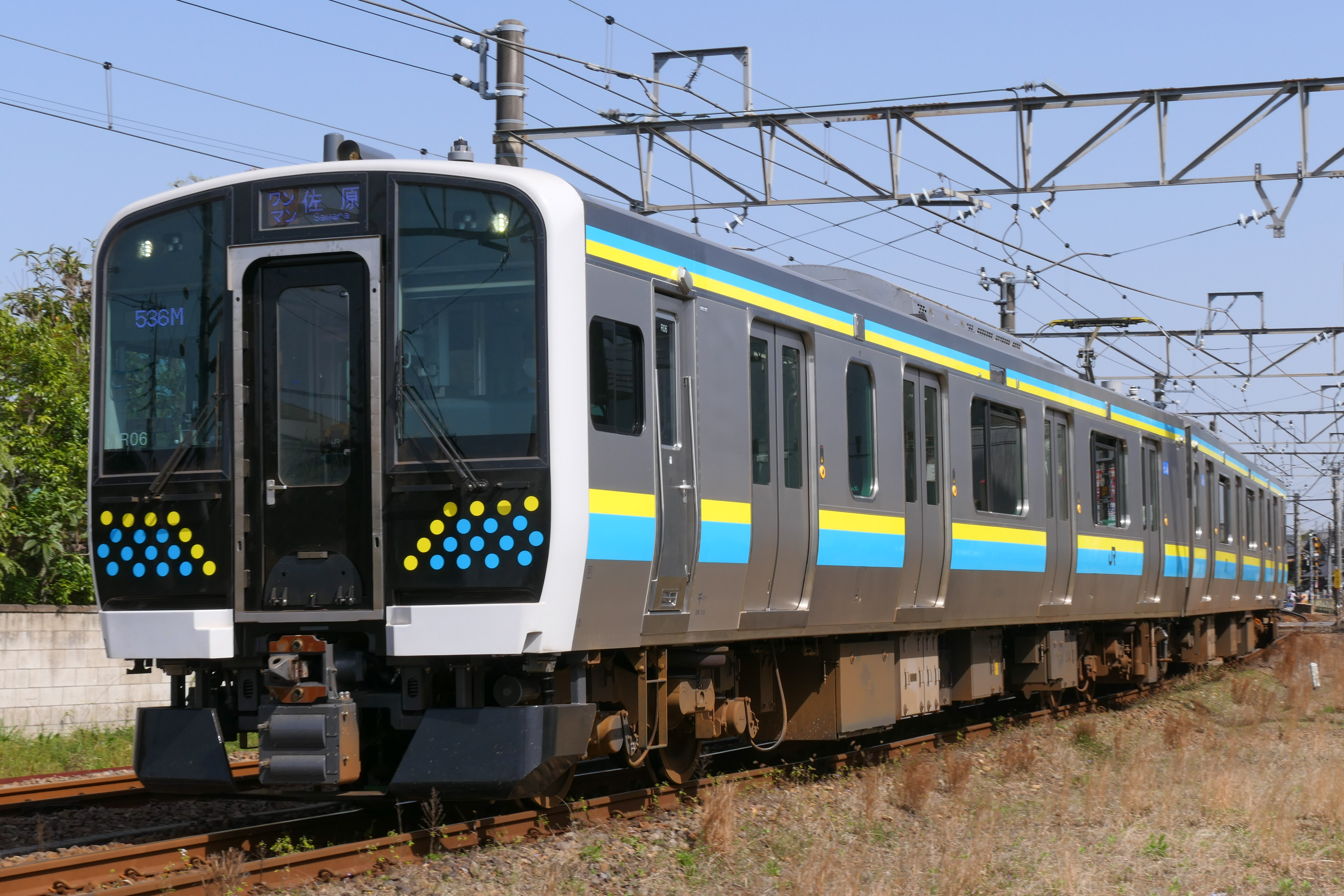
E131系
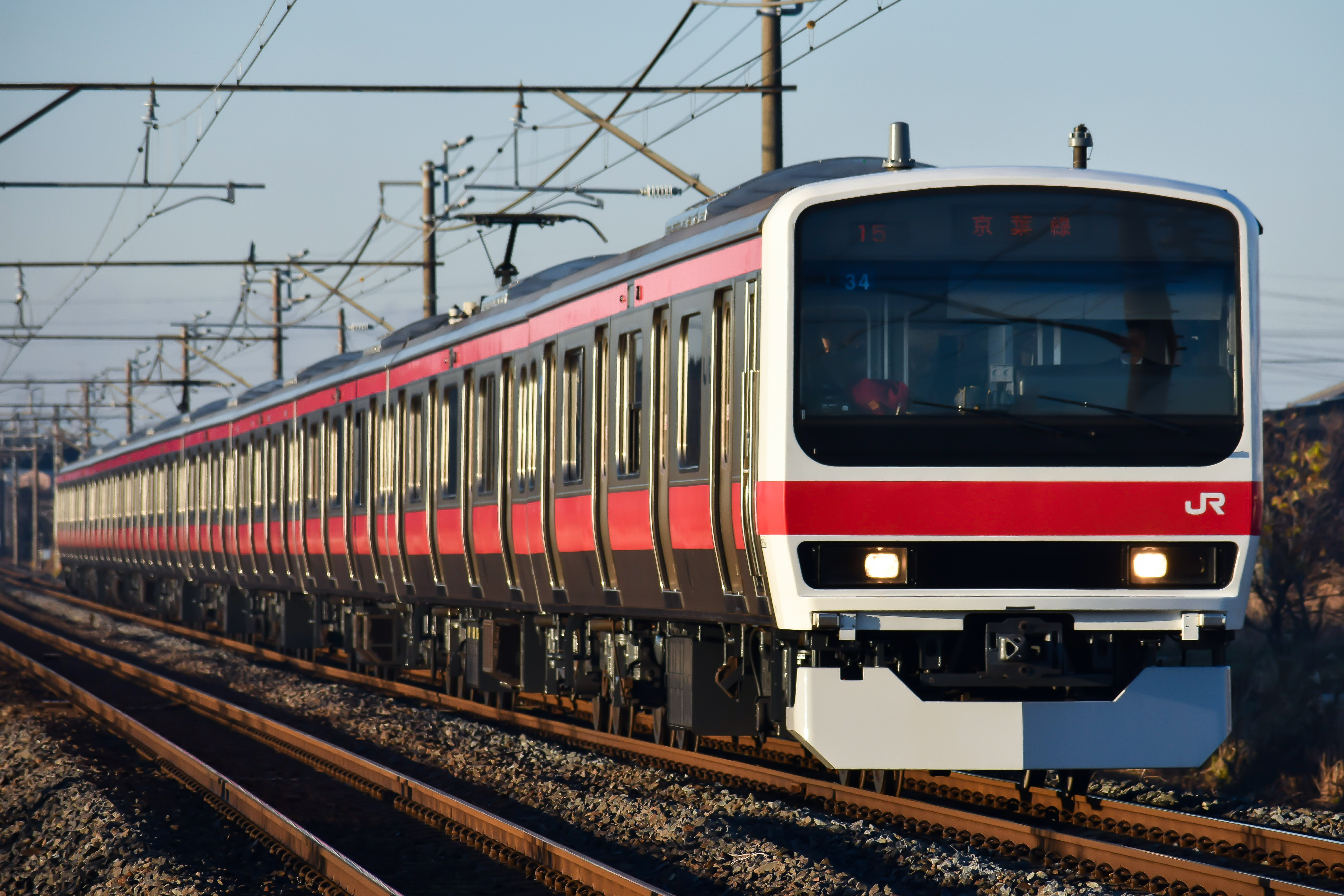
209系500番台の京葉線直通
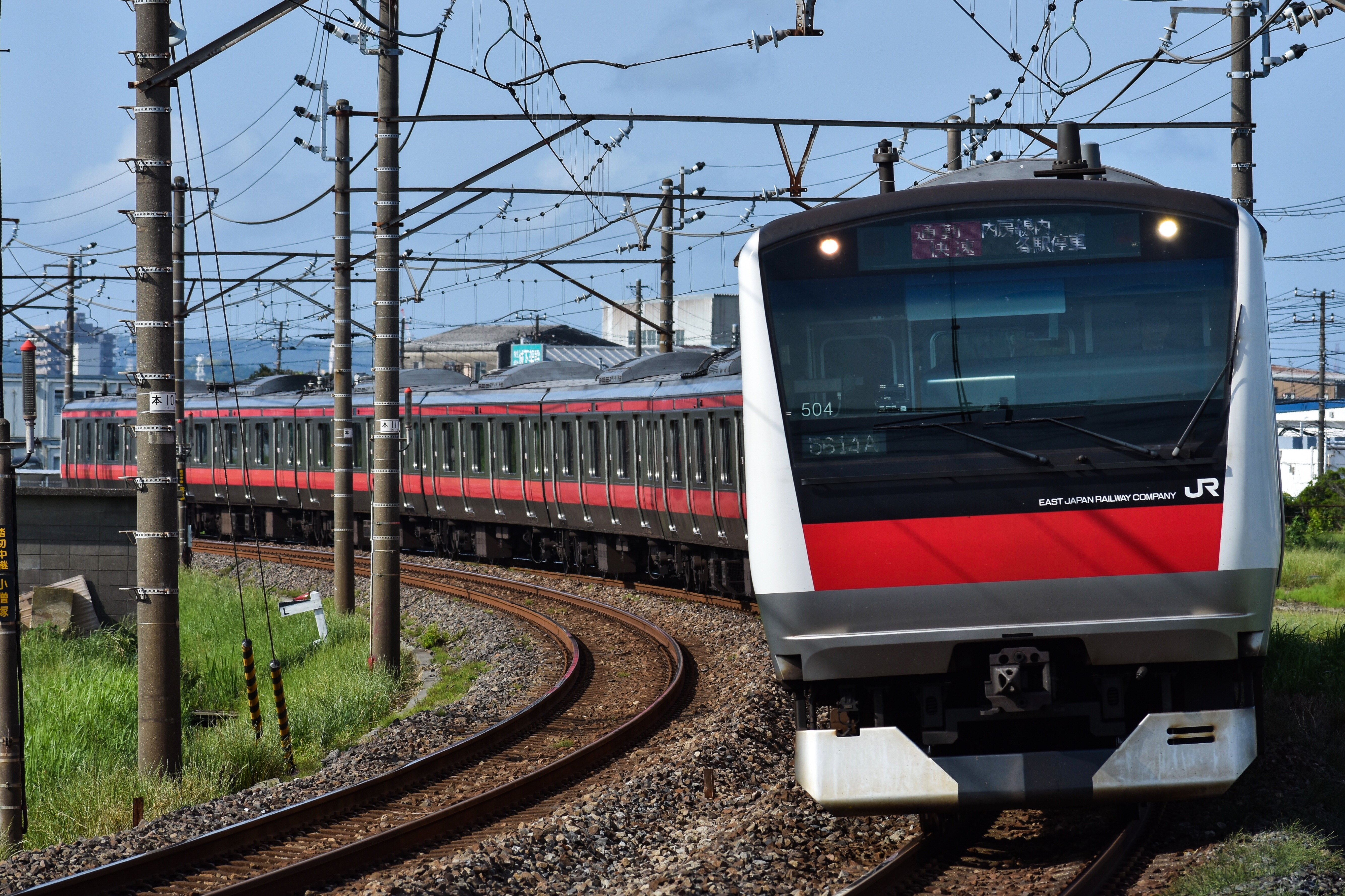
E233系5000番台の京葉線直通
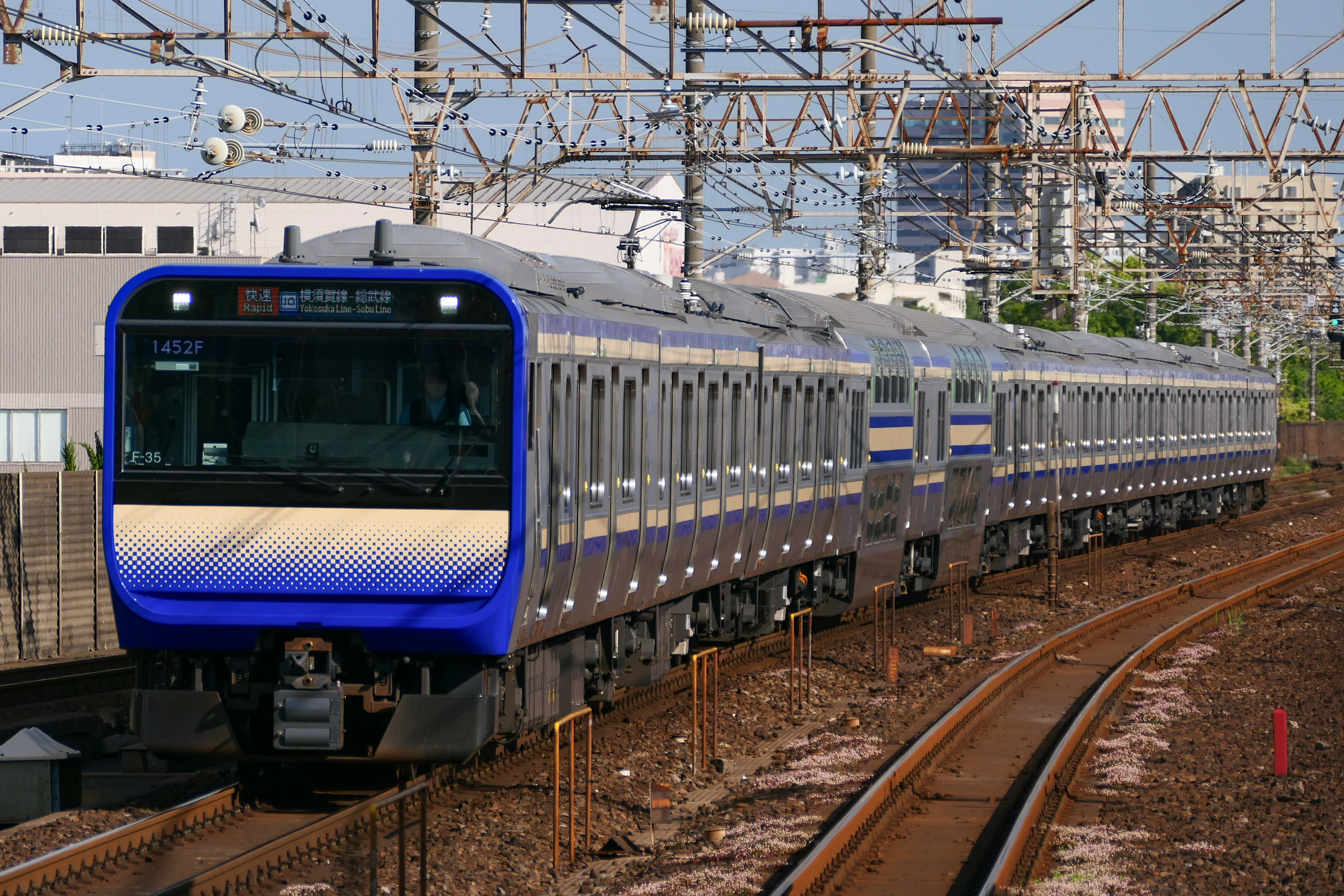
E235系1000番台の総武快速線直通

### 過去の使用車両

#### 気動車
- キハ42200形（天然ガス動車）
- キハ10系
- キハ20系
- キハ30系
- キハ45系
- キハ55系（準急・急行・普通）
- キハ58系（準急・急行・普通）

#### 電車
以下で使用種別について特記ないものは普通列車に使用。
- 72系（32系からの改造車を含む。津田沼電車区所属）
- 101系
  - 1972年の電化当初より比較的短期間で使用されていた。もともとは総武線緩行電車用としていた編成で気動車時代のダイヤを踏襲して両国から安房鴨川への臨時快速電車に使用された。113系の追加投入により運用を終了し、総武緩行線へ戻された。
- 103系（通勤快速・京葉線快速）
  - 1990年の京葉線全線開業時から京葉線直通の快速で運用された車両で、主に勝浦・成東発着列車に分割可能な編成（以下分割編成と記す）が使用されていた。
- 113系（総武線快速・普通）
  - 1972年の電化時より普通列車及び総武線直通の快速列車で使用されたが、総武線直通の快速では1998年にE217系に置き換えられ運用を終了した。普通列車に関してはその後も運用されていたが、209系に置き換えられ2011年に運用を終了した。
- 153系（急行・普通）
- 165系（急行・普通）
  - 1972年の電化時より投入されたが、1982年の急行廃止後は、165系の一部を残して廃車された。
- 183系（特急・特急の普通区間）
- 255系（特急・特急の普通区間）
  - 1993年運用開始。E257系への置き換えに伴い2024年3月16日のダイヤ改正で定期運用を終了したが、車両不足などを理由に一部の定期列車では同年6月29日までE257系の代走扱いで255系の使用が継続された。2024年9月8日の「ビューわかしお」をもって営業運転を終了した。
- 201系（通勤快速・京葉線快速）
  - 中央・総武緩行線へのE231系投入に伴い、同線から捻出された201系が103系の置き換えで2000年から京葉線に投入された。外房線へは前述の103系の後継として主に分割編成が乗り入れ、勝浦・成東発着の列車に使用されていた。2011年に京葉線・外房線での運用を終了した。
- 205系（通勤快速・京葉線快速・普通）
  - 1990年の京葉線全線開業時に投入された、正面のデザインを一新した編成（通称:京葉仮面、メルヘンマスク）[注 5]が外房線直通列車として上総一ノ宮まで乗り入れていた。
- 211系3000番台
  - 高崎線・宇都宮線の上野駅発着の全ての普通・快速列車にグリーン車が連結されたことを受けて、余剰となった一部の編成が2006年に高崎車両センターから幕張車両センターに転属した。5両編成、または5両編成を2本つなげた10両編成で運用されたが、113系の根本的な置き換えには至らず、209系の投入に伴い2011年に外房線での運用を終了した。
- E217系（総武線快速・普通）
  - 1994年12月3日運用開始。千葉駅 - 上総一ノ宮駅間で横須賀・総武快速線直通列車に使用された。11両または15両編成で運行され、15両編成で久里浜発着の列車は付属編成4両が逗子駅で増解結された。2020年12月以降、E235系1000番台への置き換えが進み、2025年3月8日に運用を終了した[56]。
- クモハユ74形
- クモユニ74形
  - 1972年の電化から1986年のクモユニ143形の転入まで使用された72系改造の郵便・荷物電車。これまでの気動車に代わり、田町電車区・神領電車区・大垣電車区から転入してきた100番台であった。両国から千葉地区各路線向け（輸送品目は新聞である）に4両連結で千葉まで運転され、総武・成田・内房・外房各路線に千葉で1両切り離すことにより1列車ずつ普通列車と併結し外房線では内房線とともに安房鴨川へ往復して千葉から各線から戻った車両を連結して両国まで4両で運転するダイヤだった。転入当時はすべてが湘南色だったため異彩を放っていたが大船工場入場時に順次横須賀色へ変更した。そして、1986年に運転が終了した。
- クモユニ143形
  - 1972年の電化以来使用していたクモユニ74形が老朽化したことに加え、国鉄末期に郵便荷物輸送が廃止された最中で房総半島での交通事情によりJR化後も唯一存続が認められた千葉地区に長岡運転所から国鉄時代の1986年に4両が転入した郵便・荷物電車。全車とも近畿車輛製で、1981年に製造され1985年まで沼津機関区に配置され身延線で使用されていた。4両のうち1両だけが身延線色（他は湘南色）を纏い、異彩を放っていた。両国から（輸送品目はやはり新聞である）2両連結で千葉へ。千葉で切り離してそれぞれ外房線・内房線の普通列車と併結しともに安房鴨川まで往復し、千葉から2両連結して両国へ戻る運用だった。工場入場時より横須賀色へ変更されて千葉地区で過ごしていたが、輸送の合理化で1996年に運用を終了した。

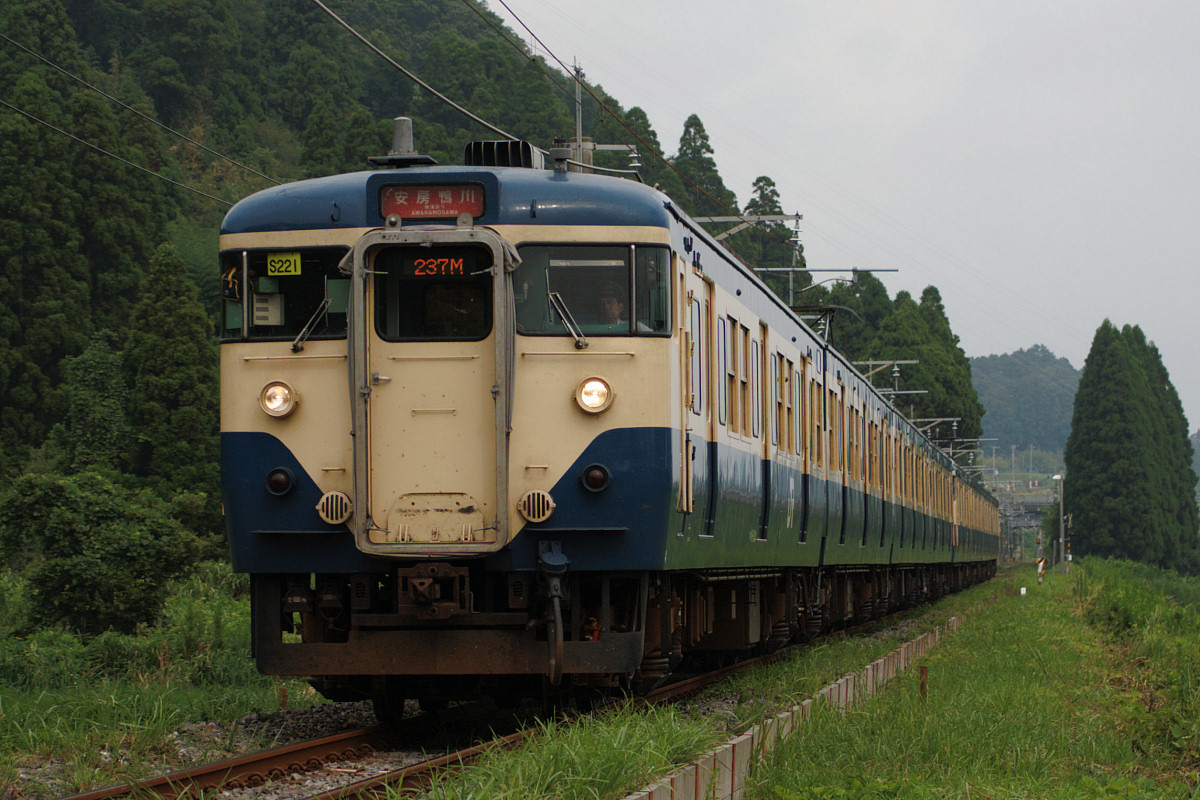
113系
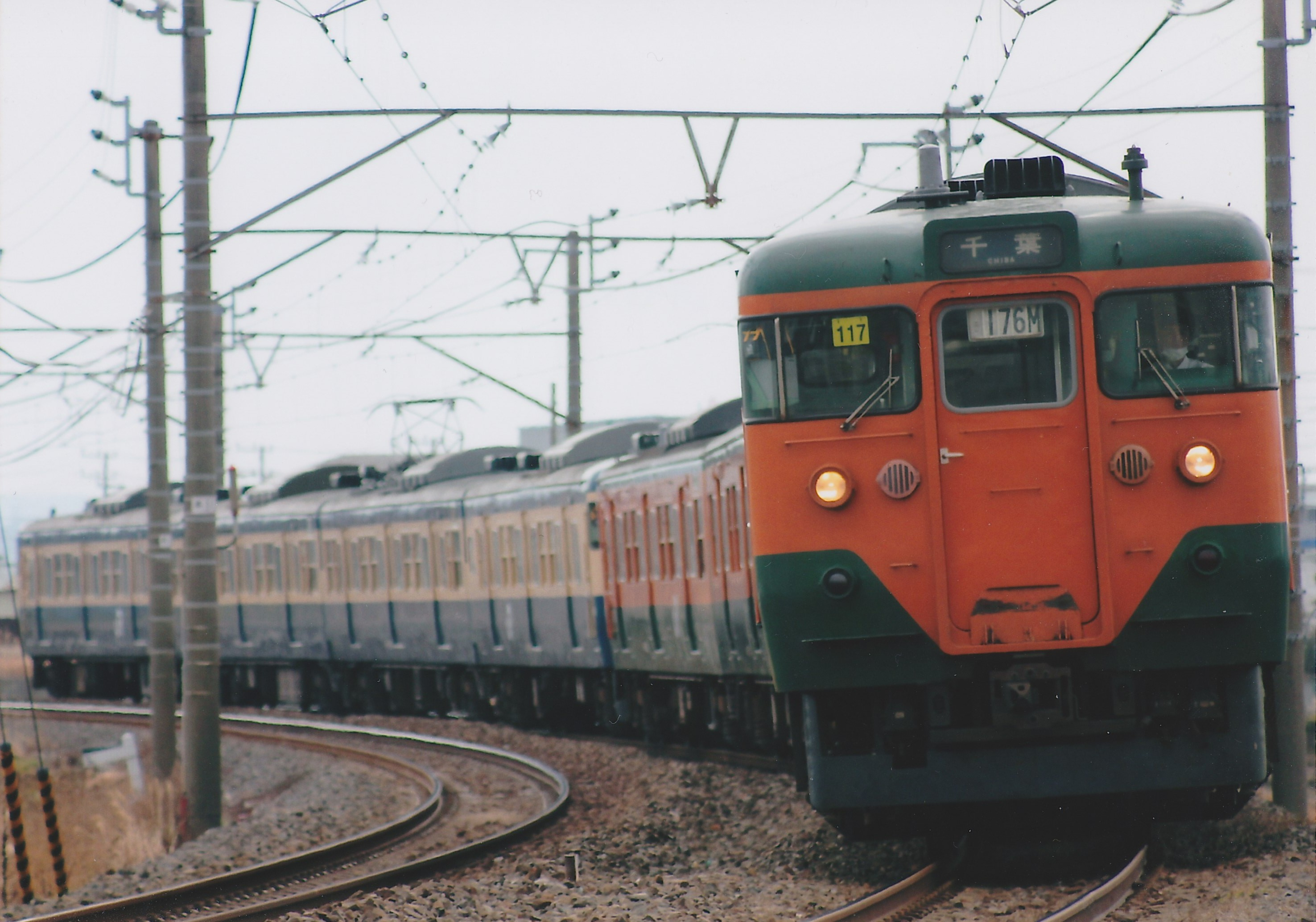
113系湘南色と横須賀色の混色編成
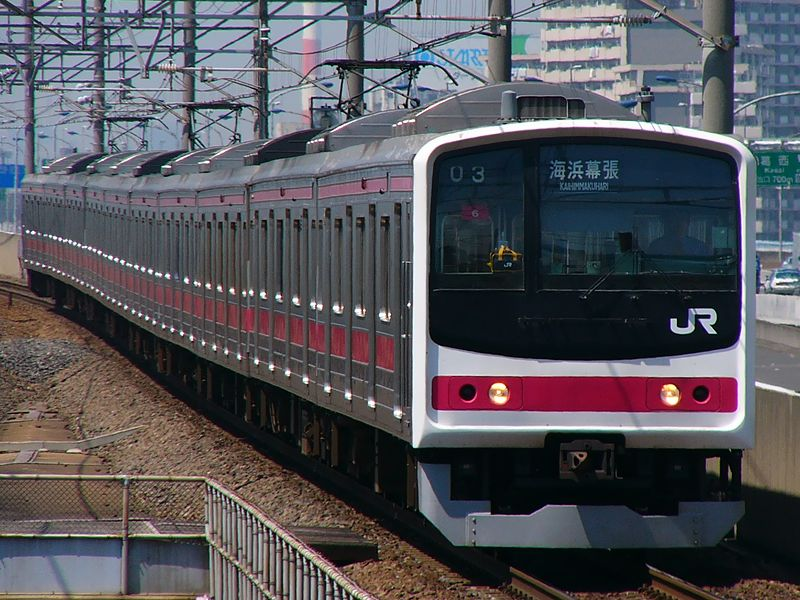
京葉線直通列車で使用されていた205系 （2004年4月10日 舞浜駅）
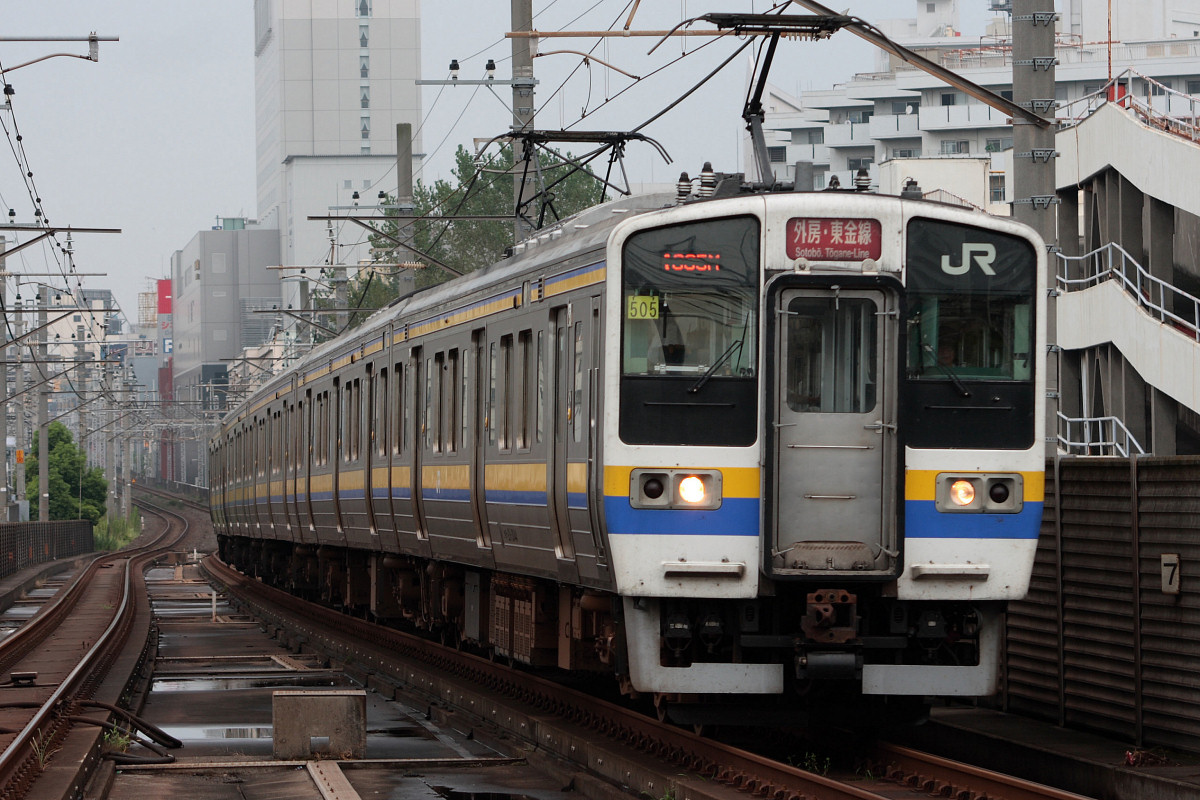
211系
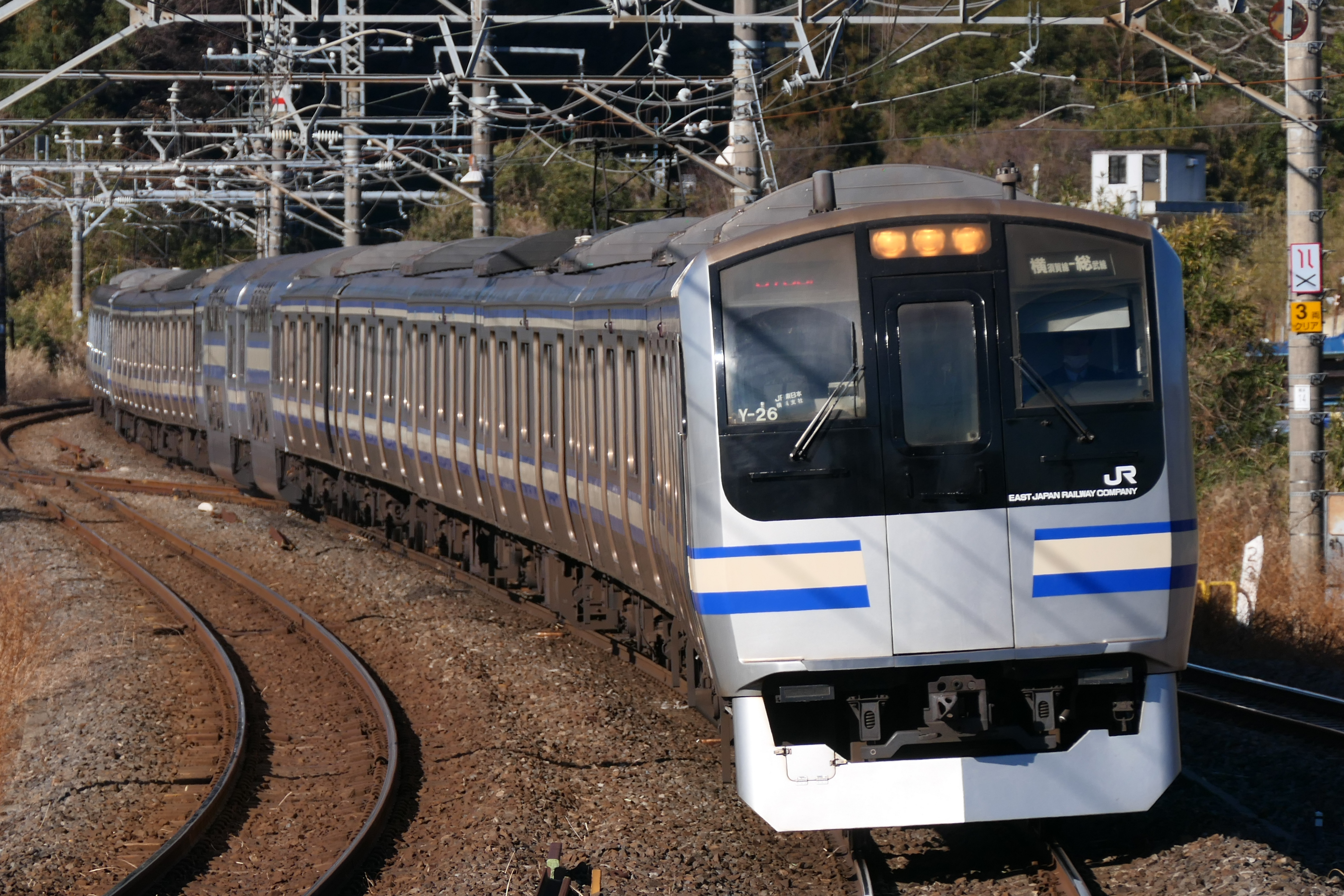
E217系の総武快速線直通

## 沿線概況

### 千葉駅 - 大網駅間
東京都心への通勤・通学利用が多い区間で、外房線の利用者の大半はこの区間となり、1999年から2019年度までの乗車人員の増加率は約29%である。外房線の普通列車は千葉駅を発着する。1時間あたりの運行本数は、千葉駅 - 蘇我駅間では内房線の列車も含めてピーク時13 - 14本、日中6本、蘇我駅 - 大網駅間ではピーク時8 - 9本、日中4本となっている。千葉駅から本千葉駅を過ぎるまで高架を走行し、並行する京成千原線が左へカーブを描きオーバーパスした後、高架から地上へ降り、京葉線の高架線が海側から上り線と下り線の間に現れて蘇我駅に到着する。蘇我駅 - 大網駅間は房総台地を横切って、九十九里平野へ一直線で向かう路線形態となる。緩やかな勾配が連続し、トンネル区間もあるなど、車窓には山地を走行する雰囲気が映る。蘇我駅 - 大網駅間は東京のベッドタウンとして、大規模な宅地造成が行われた。鎌取駅は千葉・市原ニュータウンの「おゆみ野」「ちはら台」地区の玄関口であり、土気駅はあすみが丘ニュータウンの玄関口である。特に鎌取駅は発展が著しく、駅周辺は商業施設・マンションが密集し、近未来的な住宅都市の光景が広がる。利用者の増加に対応して、ラッシュ時には誉田駅で千葉方面に折り返す列車も設定されている。
千葉駅発着の普通列車のほかに、総武線・京葉線と直通する快速が設定され、東京都心へ乗り換えなしでアクセスできる。東京駅までの所要時間は京葉線直通の快速で50 - 60分ほど、総武線直通の快速で60 - 70分ほどである。なお、すべての快速列車が蘇我駅 - 大網駅間の各駅に停車する。

### 大網駅 - 上総一ノ宮駅間
大網駅より先は南に進路を変え、標高がやや高い房総台地から一転して、低地の九十九里平野を走行する。
この区間は乗車人員が1,000人から2,000人ほどの小規模な駅が続き、駅周辺に住宅地がある程度で周囲は田園風景が広がりのどかである。しかし新茂原駅を過ぎる辺りから、林と住宅が連なる住宅街が現れ、しばらくすると高架になる。茂原駅は、九十九里平野の中で最大の都市の中心駅であり、電子部品関連や製薬関連、また天然ガス関連の企業が集う商工業都市であるため、11,000人程のまとまった乗車人員がある。またこの駅を境に、外房線における旅客輸送に大きな段差が生じる。
上総一ノ宮駅は外房線における運行形態の境界駅で、この駅まで1時間にピーク時7 - 8本、日中3 - 4本の列車が運行される。
千葉駅 - 大網駅間に比べると、中心都市があるため、東京のベッドタウンとしての住宅地は少ないが、京葉線・総武線に直通する快速が上総一ノ宮駅まで運行されていることから、東京都心への通勤利用もある。

### 上総一ノ宮駅 - 安房鴨川駅間
上総一ノ宮駅より先は、普通列車の本数が1時間に1本ほどとなる。上りの大原駅から千葉方面・勝浦駅から千葉方面の普通列車は始発から8時頃までと下りの千葉方面から大原駅までは16時頃から終電までは毎時2 - 5本程運行されている。
単線区間を基本とするが、一部複線化されている区間もある。上総一ノ宮駅 - 東浪見駅間、長者町駅 - 御宿駅間では複線化準備施設や、用地買収によって生じた長い空地などが車窓からも分かるが、現時点での輸送需要から本格的な複線化工事に進む見通しは立っていない。
大原駅ではいすみ鉄道いすみ線（元の国鉄木原線）と接続している。
御宿駅までは太平洋と1kmほどの距離を置きながら走行するため、車窓に海が見える区間は非常に少ない。御宿駅 - 安房鴨川駅間は太平洋沿岸に沿って走行し、沿線には海水浴場やマリンスポット、リゾートホテルなどの海関係の観光施設が点在する。また日蓮聖人ゆかりの清澄寺・誕生寺などの古刹も点在している。外房線はこれら地域へのアクセス手段としての利用が多い。

## 駅一覧
- 千葉駅 - 蘇我駅間では内房線の列車が乗り入れている。
- 停車駅
  - 普通…全駅に停車
  - 快速…●印の駅は停車、｜印の駅は通過
  - 特急…「わかしお (列車)」参照
- 線路 … ||：複線区間、◇・｜：単線区間（◇は列車交換可能、∨：これより下は単線、∧：これより下は複線
- 全駅千葉県内に所在。
- 接続路線 ： 東日本旅客鉄道の路線名は運転系統上の名称（正式路線名とは異なる）。駅名が異なる場合は⇒印で駅名を示す。
- 蘇我駅について、京葉線の駅ナンバリングはこの駅のみ割り振られていない。

| 駅名             | 営業キロ | 営業キロ | 総武線 快速 | 京葉線 快速 | 接続路線 | 線路 | 所在地        | 所在地        |
| 駅名             | 駅間     | 累計     | 総武線 快速 | 京葉線 快速 | 接続路線 | 線路 | 所在地        | 所在地        |
| ---------------- | -------- | -------- | ----------- | ----------- | --- | ---- | ------------- | ------------- |
| 千葉駅           | -        | 0.0      | ●           | 京葉線直通  | 東日本旅客鉄道： 総武線（快速）(JO 28)（横須賀線久里浜駅まで直通運転）・ 総武線（各駅停車）(JB 39)・■総武本線（成東方面）・■ 成田線 千葉都市モノレール： 1号線・ 2号線 (CM03) 京成電鉄： 千葉線 ⇒ 京成千葉駅 (KS59) | \|\| | 千葉市        | 中央区        |
| 本千葉駅         | 1.4      | 1.4      | ●           | 京葉線直通  | | \|\| | 千葉市        | 中央区        |
| 蘇我駅           | 2.4      | 3.8      | ●           | ●           | 東日本旅客鉄道：■京葉線（東京駅まで直通運転）・■内房線 京葉臨海鉄道：臨海本線（貨物線） | \|\| | 千葉市        | 中央区        |
| 鎌取駅           | 5.0      | 8.8      | ●           | ●           | | \|\| | 千葉市        | 緑区          |
| 誉田駅           | 3.8      | 12.6     | ●           | ●           | | \|\| | 千葉市        | 緑区          |
| 土気駅           | 5.5      | 18.1     | ●           | ●           | | \|\| | 千葉市        | 緑区          |
| 大網駅           | 4.8      | 22.9     | ●           | ●           | 東日本旅客鉄道：■東金線（蘇我方面と直通運転） | \|\| | 大網白里市    | 大網白里市    |
| 永田駅           | 2.4      | 25.3     | ｜          | ●           | | \|\| | 大網白里市    | 大網白里市    |
| 本納駅           | 2.4      | 27.7     | ｜          | ●           | | \|\| | 茂原市        | 茂原市        |
| 新茂原駅         | 3.7      | 31.4     | ｜          | ●           | | \|\| | 茂原市        | 茂原市        |
| 茂原駅           | 2.9      | 34.3     | ●           | ●           | | \|\| | 茂原市        | 茂原市        |
| 八積駅           | 4.6      | 38.9     | ｜          | ●           | | \|\| | 長生郡        | 長生村        |
| 上総一ノ宮駅     | 4.1      | 43.0     | ●           | ●           | | ∨    | 長生郡        | 一宮町        |
| 東浪見駅         | 3.2      | 46.2     |             |             | | ∧    | 長生郡        | 一宮町        |
| 太東駅           | 3.1      | 49.3     |             |             | | \|\| | いすみ市      | いすみ市      |
| 長者町駅         | 2.8      | 52.1     |             |             | | ∨    | いすみ市      | いすみ市      |
| 三門駅           | 1.6      | 53.7     |             |             | | ｜   | いすみ市      | いすみ市      |
| 大原駅           | 3.5      | 57.2     |             |             | いすみ鉄道：いすみ線 | ◇    | いすみ市      | いすみ市      |
| 浪花駅           | 3.3      | 60.5     |             |             | | ◇    | いすみ市      | いすみ市      |
| 御宿駅           | 4.9      | 65.4     |             |             | | ∧    | 夷隅郡 御宿町 | 夷隅郡 御宿町 |
| 勝浦駅           | 5.5      | 70.9     |             |             | | ∨    | 勝浦市        | 勝浦市        |
| 鵜原駅           | 3.6      | 74.5     |             |             | | ｜   | 勝浦市        | 勝浦市        |
| 上総興津駅       | 2.7      | 77.2     |             |             | | ◇    | 勝浦市        | 勝浦市        |
| 行川アイランド駅 | 3.3      | 80.5     |             |             | | ｜   | 勝浦市        | 勝浦市        |
| 安房小湊駅       | 3.8      | 84.3     |             |             | | ◇    | 鴨川市        | 鴨川市        |
| 安房天津駅       | 3.4      | 87.7     |             |             | | ◇    | 鴨川市        | 鴨川市        |
| 安房鴨川駅       | 5.6      | 93.3     |             |             | 東日本旅客鉄道：■内房線（木更津駅まで直通運転） | ◇    | 鴨川市        | 鴨川市        |

1. ↑  成田線の正式な起点は総武本線佐倉駅だが、運転系統上は千葉駅に乗り入れている

2022年度の時点で、JR東日本自社による乗車人員集計の除外対象となる駅（完全な無人駅）は、東浪見駅・三門駅・浪花駅・鵜原駅・行川アイランド駅・安房天津駅である。

### 廃止駅
- 大巌寺駅（蘇我駅 - 鎌取駅間）- 1941年8月10日廃止[58]。

### 過去の接続路線
- 茂原駅：
  - 南総鉄道
  - 庁南茂原間人車軌道
- 大原駅：夷隅軌道 - 国鉄木原線の建設（1930年開業、その後JR東日本木原線→いすみ鉄道いすみ線となる）に伴い1927年に廃止。

## 利用状況

### 平均通過人員
各年度の平均通過人員（人/日）は以下のとおりである。
| 年度                   | 平均通過人員（人/日） | 平均通過人員（人/日） | 平均通過人員（人/日） | 平均通過人員（人/日） | 平均通過人員（人/日） | 出典   |
| 年度                   | 全線                  | 千葉 - 蘇我           | 蘇我 - 茂原           | 茂原 - 勝浦           | 勝浦 - 安房鴨川       | 出典   |
| ---------------------- | --------------------- | --------------------- | --------------------- | --------------------- | --------------------- | ------ |
| 2011年度（平成23年度） | 35,192                | 205,619               | 71,697                | 7,549                 | 1,741                 | [ 59 ] |
| 2012年度（平成24年度） | 35,633                | 208,278               | 72,348                | 7,789                 | 1,849                 | [ 59 ] |
| 2013年度（平成25年度） | 36,065                | 210,424               | 73,176                | 7,949                 | 1,895                 | [ 59 ] |
| 2014年度（平成26年度） | 35,188                | 205,319               | 71,457                | 7,690                 | 1,871                 | [ 59 ] |
| 2015年度（平成27年度） | 35,460                | 207,100               | 72,403                | 7,721                 | 1,855                 | [ 59 ] |
| 2016年度（平成28年度） | 35,132                | 207,619               | 71,289                | 7,531                 | 1,738                 | [ 60 ] |
| 2017年度（平成29年度） | 34,947                | 208,399               | 70,765                | 7,435                 | 1,703                 | [ 60 ] |
| 2018年度（平成30年度） | 34,851                | 209,509               | 70,525                | 7,312                 | 1,644                 | [ 60 ] |
| 2019年度（令和元年度） | 34,007                | 207,567               | 68,884                | 6,791                 | 1,543                 | [ 60 ] |
| 2020年度（令和02年度） | 24,289                | 150,323               | 49,301                | 4,604                 | 1,017                 | [ 60 ] |
| 2021年度（令和03年度） | 26,016                | 162,207               | 52,471                | 5,061                 | 1,131                 | [ 61 ] |
| 2022年度（令和04年度） | 28,606                | 178,127               | 57,468                | 5,744                 | 1,295                 | [ 61 ] |
| 2023年度（令和05年度） | 30,103                | 188,506               | 60,340                | 6,035                 | 1,384                 | [ 62 ] |

### 収支・営業系数
2019年度（令和元年度）の平均通過人員が2,000人/日未満の線区（勝浦駅 - 安房鴨川駅間）における各年度の収支（運輸収入、営業費用）、営業係数、収支率は以下のとおりである。▲はマイナスを意味する。
| 年度                   | 収支（百万円） | 収支（百万円） | 収支（百万円） | 営業 係数 （円） | 収支率 | 出典   |
| 年度                   | 運輸 収入      | 営業 費用      | 計             | 営業 係数 （円） | 収支率 | 出典   |
| ---------------------- | -------------- | -------------- | -------------- | ---------------- | ------ | ------ |
| 2019年度（令和元年度） | 173            | 1,393          | ▲1,220         | 805              | 12.4%  | [ 63 ] |
| 2020年度（令和02年度） | 101            | 1,385          | ▲1,283         | 1,368            | 7.3%   | [ 63 ] |
| 2021年度（令和03年度） | 117            | 1,294          | ▲1,176         | 1,101            | 9.1%   | [ 64 ] |
| 2022年度（令和04年度） | 148            | 1,370          | ▲1,222         | 923              | 10.8%  | [ 65 ] |